# Гориця-при-Шмартнем
Гориця-при-Шмартнем (словен. Gorica pri Šmartnem) — поселення в общині Целє, Савинський регіон, Словенія. 
Висота над рівнем моря: 283 м.